# Cynthia Addai-Robinson
Cynthia Addai-Robinson, född den 12 januari 1985 i London, är en brittisk skådespelerska.
Addai-Robinson har bland annat medverkat i TV-serien Sagan om ringen: Maktens ringar där hon spelade Tar-Míriel. I filmerna The Accountant och The Accountant 2 spelade hon Marybeth Medina.

## Filmografi (i urval)
- 2008 – Jodi Arias: Dirty Little Secret
- 2016 – The Accountant
- 2022–2024 – Sagan om ringen: Maktens ringar (TV-serie)
- 2025 – The Accountant 2